# Heiligenberg (Austria)
Heiligenberg è un comune austriaco di 674 abitanti nel distretto di Grieskirchen, in Alta Austria.